# Воробьёв, Дмитрий Александрович (Герой Российской Федерации)
Воробьёв Дмитрий Александрович — российский офицер сухопутных войск, Герой Российской Федерации (2000). Майор.

## Биография
Родился 27 ноября 1975 года.

## Образование
В 1992 году окончил школу № 225, г. Ташкент, Узбекистан.
В Российской армии с 1993 года. В 1997 году окончил Омское высшее общевойсковое командное дважды Краснознамённое училище имени М. В. Фрунзе

## Служба
Проходил службу в следующих частях:
- 136-я отдельная гвардейская мотострелковая бригада,
- 255-й гвардейский мотострелковый Волгоградско-Корсуньский Краснознамённый полк имени генерал-полковника М. С. Шумилова,
- 20-я отдельная гвардейская мотострелковая Прикарпатско-Берлинская Краснознамённая ордена Суворова бригада,
- 537-й отдельный разведывательный батальон,
- 12-й отдельный разведывательный батальон,
- в последние годы службы — в системе военных комиссариатов.

Отличился осенью 1999 года, участвуя в должности командира взвода 255-го гвардейского мотострелкового полка в захвате стратегически важного моста через Терек у  станицы Червлённая-Узловая Шелковского района Чеченской республики. Будучи обнаруженным при попытке скрытно прорваться на мост, его взвод занял круговую оборону и сутки вёл бой в окружении. С подходом подкрепления возобновил атаку и захватил мост.
Указом Президента Российской Федерации от 28 марта 2000 года награждён званием Герой Российской Федерации. 
С 2012 года в запасе. Живёт и работает в Волгограде.